# Сказ хотанского ковра
«Сказ хотанского ковра» — российский рисованный мультипликационный фильм 2012 года студии «Пилот». Режиссёр Наталья Березовая создала мультфильм по мотивам уйгурских сказок.
Мультфильм входит в мультсериал «Гора самоцветов». В начале мультфильма — пластилиновая заставка «Мы живём в России».
Премьера состоялась в московском «Актовом зале» 23 декабря 2012 года.

## Сюжет
Народная пословица гласит: «Легче песок иглой вскопать, чем выткать ковёр». Уже полторы тысячи лет мастера уйгурского города Хотан оттачивают своё искусство, и получаются у них не ковры, а целые сказания. Надо только присмотреться к цветным узорам и увидишь историю.
Давным-давно были времена, когда тигры, волки и лисы охотились вместе. Сообща у них охота очень удачно получалась. Так удачно, что остальных зверей становилось всё меньше и меньше. В конце концов остались в лесу только зайцы. И тогда старый заяц вскричал, обращаясь к хищникам: «Стойте! Подождите! Если мы сейчас все умрём, то что же вы потом есть будете? Давайте мы лучше сами к вам будем приходить по очереди.» Тигр прорычал: «Сами предложили.» А ёж спросил: «Ну и как выбирать будете?» Старый заяц ответил: «С помощью считалки.» И стали зайцы приходить сами… Но жить всем хочется. И вот один отчаянный заяц взял с собой жгучий перец, сунул его в открытую пасть тигра и убежал, пользуясь суматохой. Разозлившийся тигр убил волка, а лис сам сбежал. Догнал лис сбежавшего зайца и предложил план спасения. Самый старый заяц пришёл к тигру и сказал: «Уважаемый, не будет тебе больше зайцев. Все пошли к другому тигру, он тебя сильнее, все теперь его боятся.» Тигр зарычал: «Где он? Показывай дорогу.» Когда пришли старый заяц заявил: «Он в колодец спрятался, услышал наверное что ты идёшь.» Тигр заглянул в колодец, увидел злую тигриную морду и бросился на «конкурента», не подумав, что это его собственное отражение. Лис прибежал, надвинул крышку на колодец, сел на неё и хотел схватить одного зайца. Но заяц толкнул крышку, и лис тоже провалился в колодец. А что было с зайцами дальше, это уже история для нового ковра с другим узором.

## Роли озвучивали
- Игорь Ясулович — Старый заяц и От автора
- Эдуард Назаров — Лис
- Сергей Меринов — Тигр
- Сергей Капков — Храбрый заяц и массовые сцены
- Александр Плющев — Ёж и массовые сцены

## Музыка
Уйгурские народные мотивы в исполнении этно-группы «ВеданЪ КолодЪ» : Татьяна Нарышкина, Валерий Нарышкин, Дарьяна Антипова.

## Фестивали и награды
- 2013 — Открытый Российский Фестиваль анимационного кино в Суздале: Диплом жюри «За яркий художественный образ»(«Сказ хотанского ковра»)[2]
- 2013 — XVI Международный фестиваль анимационных фильмов «Анимаёвка» в Могилёве: Приз зрительских симпатий(«Сказ хотанского ковра»)[3]
- 2013 — VII Большой Фестиваль Мультфильмов: Второе место программы «Премьеры»(«Сказ хотанского ковра»)[4]